# カン・スンファ
カン・スンファ（ハングル表記：강승화、1984年6月21日 - ）は、大韓民国の韓国放送公社 (KBS) 所属のアナウンサー。ソウル市出身。2010年に高麗大学校独語独文学科を卒業後、EBSラジオ局のアナウンサー、OBS京仁テレビTV編成局のアナウンサーおよびEBSのニュース特任部のアナウンサーを経て、KBSに入局した。2018年に開催された平昌冬季オリンピックの際には、KBSでスキー種目担当のキャスターを務めた。2020年から平日7時から3時間の生放送番組『グッモーニング大韓民国ライブ』の司会者6名の1人として司会進行を務めている。